# Light Rapid Transit (Singapore)

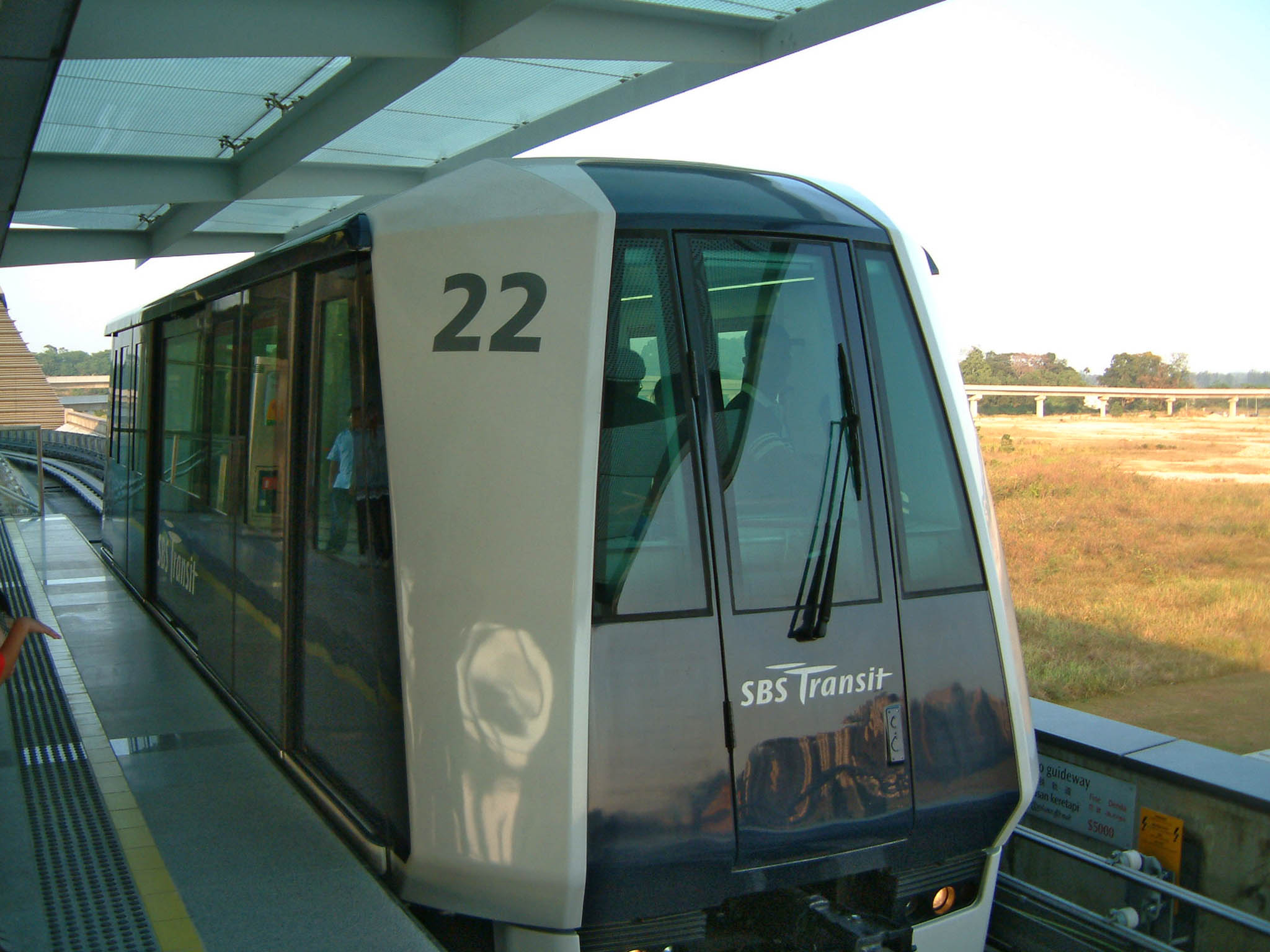
Tren LRT în staţia Punggol

Light Rapid Transit sau LRT (轻轨列车系统 în chineză, Sistem Rel Ringan în malay) este un sistem de metrou ușor în Singapore. LRT-ul are trei linii scurte care sunt folosite pentru legături locale, în general între stațiile metroului propriu-zis (Mass Rapid Transit) și cartiere de blocuri. Prima linie LRT a fost deschisă în 1999. Trenurile LRT sunt scurte, folosesc roți de cauciuc, și nu necesită șofer, fiind automatizate. Toate șinele și stațiile rețelei sunt elevate. Liniile LRT sunt construite la Autoritatea de Transport Terestru (Land Transport Authority), o agenție guvernamentală, iar serviciile sunt furnizate de două companii private: SMRT Corporation și SBS Transit.

## Rețea

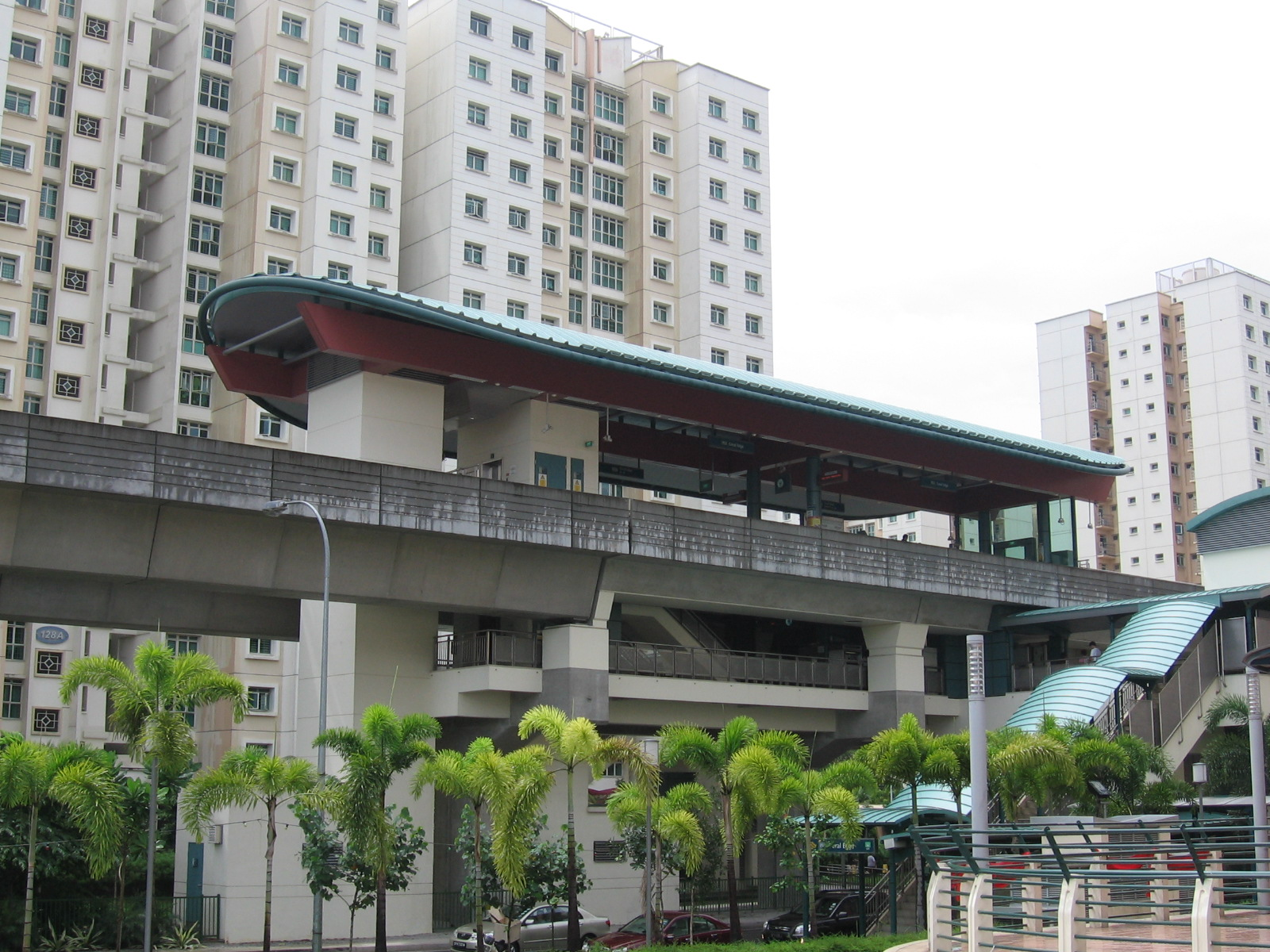
Staţia LRT Coral Edge

### Linia Bukit Panjang
Linia Bukit Panjang merge de la Choa Chu Kang la Senja. A fost deschisă în 1999, cuprinde 14 stații pe o distanță de 7,8 km și este administrată de SMRT Corporation.

### Linia Sengkang
Linia Sengkang este formată din două bucle care încep și se termină la stația Sengkang. A fost deschisă în 18 ianuarie 2003, cuprinde 14 stații pe o distanță de 10,7 km și este administrată de SBS Transit.

### Linia Punggol
Linia Punggol este formată din două bucle care încep și se termină la stația Punggol. A fost deschisă în 29 ianuarie 2005, cuprinde 15 stații pe o distanță de 10,3 km și este administrată de SBS Transit.